# Shopping Prêmio
O Shopping Prêmio é um shopping center localizado em Nossa Senhora do Socorro, no estado brasileiro de Sergipe. Sua construção foi anunciada em 2008 e concluída em 2011, sendo o primeiro empreendimento desse tipo fora da capital do estado, Aracaju. O complexo de compras possui cerca de 120 operações, entre lojas e quiosques. O shopping conta com 1 000 vagas de estacionamento. Foi inaugurado em 1º de outubro de 2011.
| “ | O Shopping Prêmio é um empreendimento da maior relevância para o estado de Sergipe e para o município de Nossa Senhora do Socorro. | ” |

Em dezembro de 2012, a expansão do Shopping Prêmio foi entregue, com a inauguração da Marisa, no dia 18 de dezembro. A expansão conta com lojas como Marisa, Leader, C&A, Magazine Luiza, entre outras. A expansão do shopping conta também com 4 salas de cinema da rede Cinesercla.
Com a expansão, o Shopping Prêmio passou a ter 24.500 m2 de Área Bruta Locável (A.B.L.)
As lojas âncoras e mega-lojas são: Hipermercado GBarbosa, Le Biscuit, Lojas Emanuelle, C&A, Lojas Marisa, Leader e Magazine Luiza, Lojas Riachuelo e Casas Bahia. 
Além disso, no final de 2016, o Shopping começou a construção da terceira expansão, que representará a chegada de mais uma Loja Âncora e algumas outras satélites. Recentemente, em 2017, o centro comercial fechou contrato com o Burger King, a lanchonete que mais cresceu no país no ano de 2016, e Lojas Americanas, a quarta maior varejista do Brasil.